# Mọt gạo
Mọt gạo (danh pháp hai phần: Sitophilus oryzae) là một loài côn trùng gây hại cho các loại hạt ngũ cốc lưu trữ có tầm quan trọng kinh tế, bao gồm lúa mì, gạo và ngô.
Con trưởng thành dài khoảng 2 mm với mỏ dài. Màu sắc cơ thể thoạt nhìn thì có màu nâu hoặc đen nhưng nhìn kỹ thì có bốn điểm màu cam / đỏ phân bố trong một chữ thập trên vỏ cánh. Nó có thể dễ dàng bị nhầm lẫn với loài mọt ngô tương tự, nhưng có được một số tính năng phân biệt.
Con trưởng thành sống đến 2 năm. Con cái đẻ 2-6 trứng mỗi ngày và số lượng trứng đẻ lên đến 300 quả trong suốt cuộc đời nó. Chúng đẻ trứng vào lỗ hạt gạo. Ấu trùng phát triển trong hạt và chui ra lúc ăn. Kiểm soát mọt gạo bằng cách tách riêng gạo bị mọt ra. Mọt gạo ở mọi giai đoạn phát triển có thể giết chết bằng cách làm lạnh dưới 0 °F (−18 °C) trong 3 ngày hoặc làm nóng 140 °F (60 °C) trong 15 phút.

## Hình ảnh

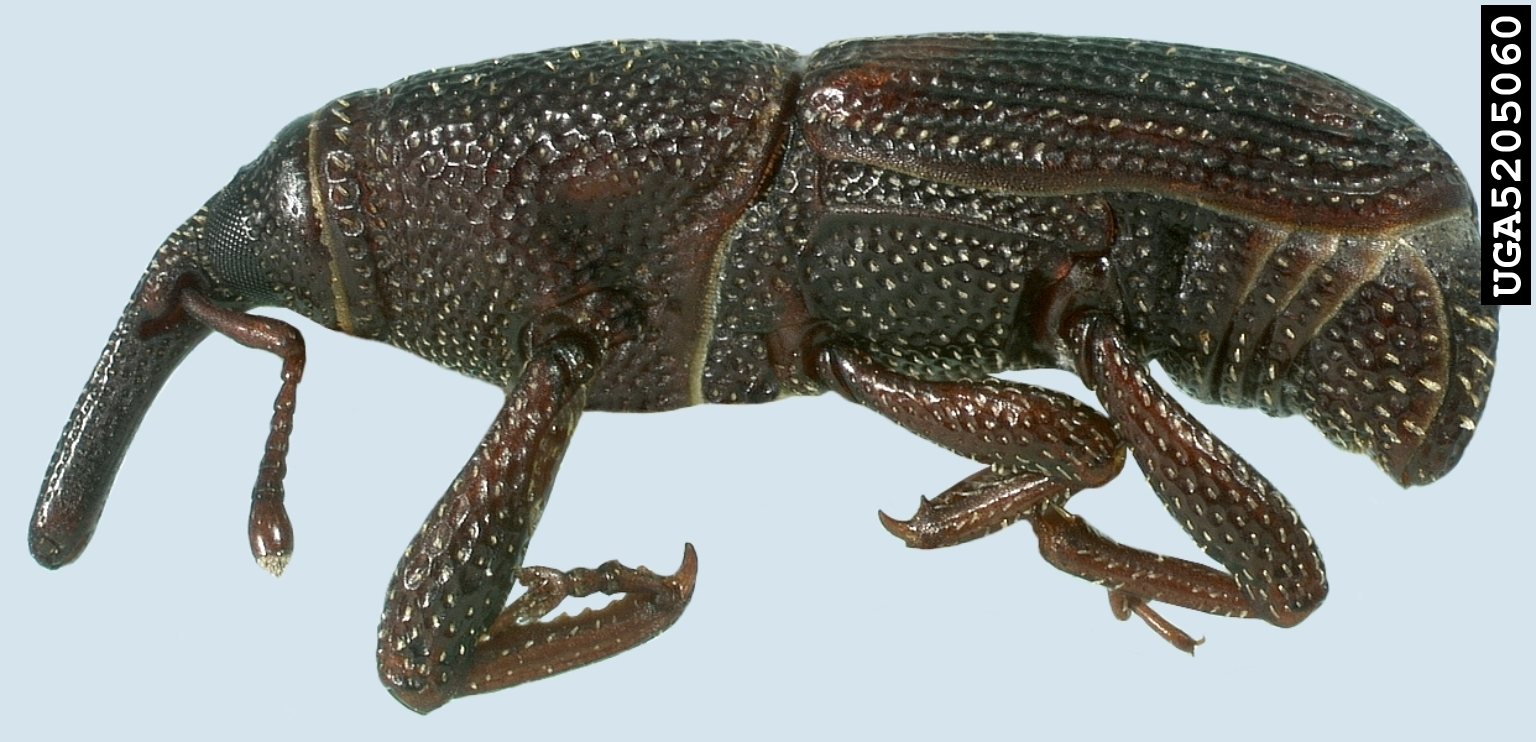
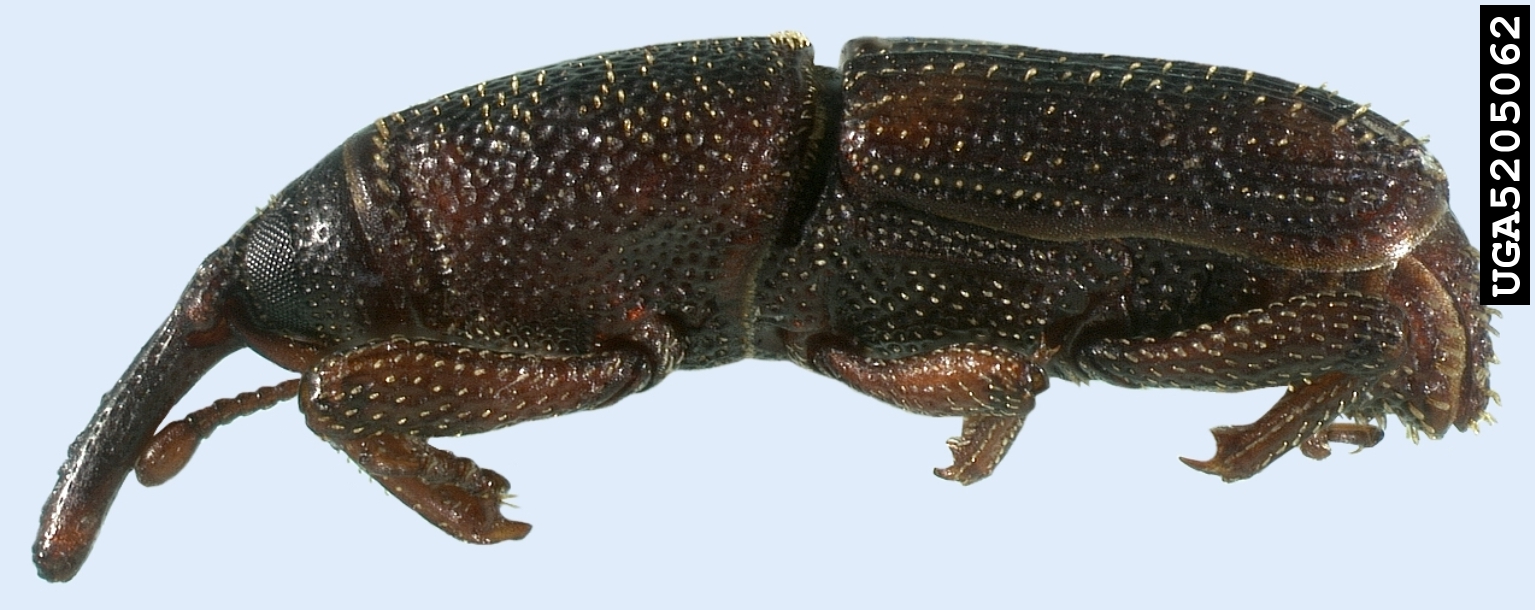
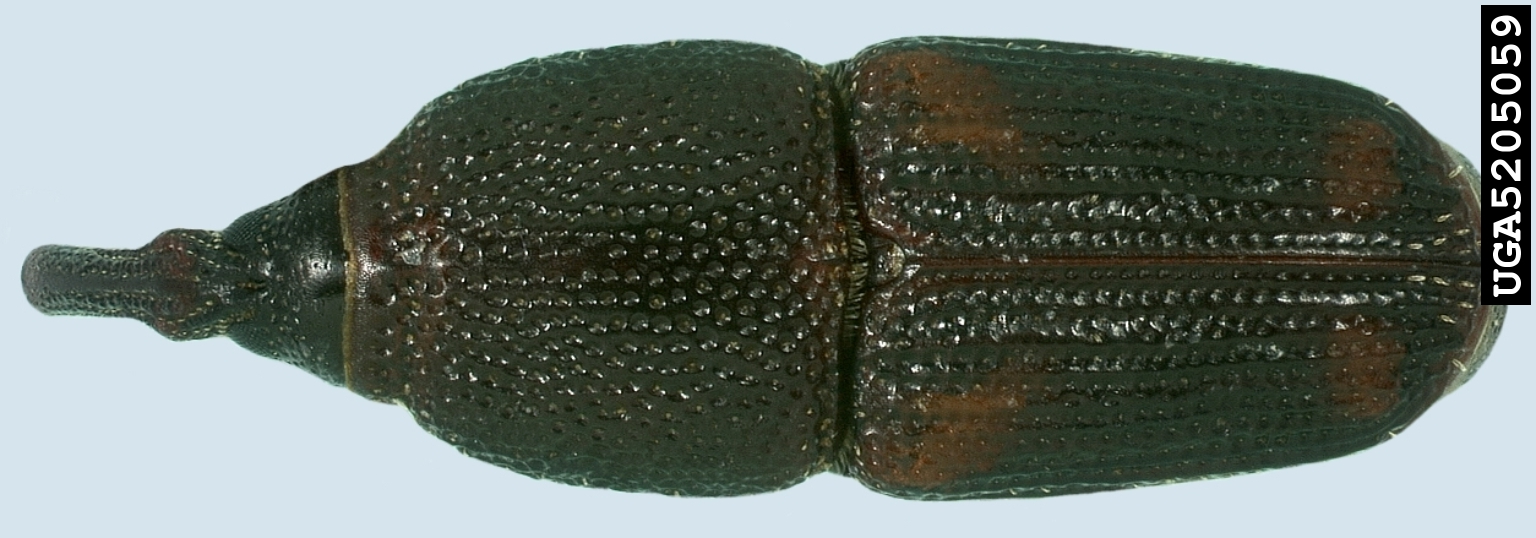
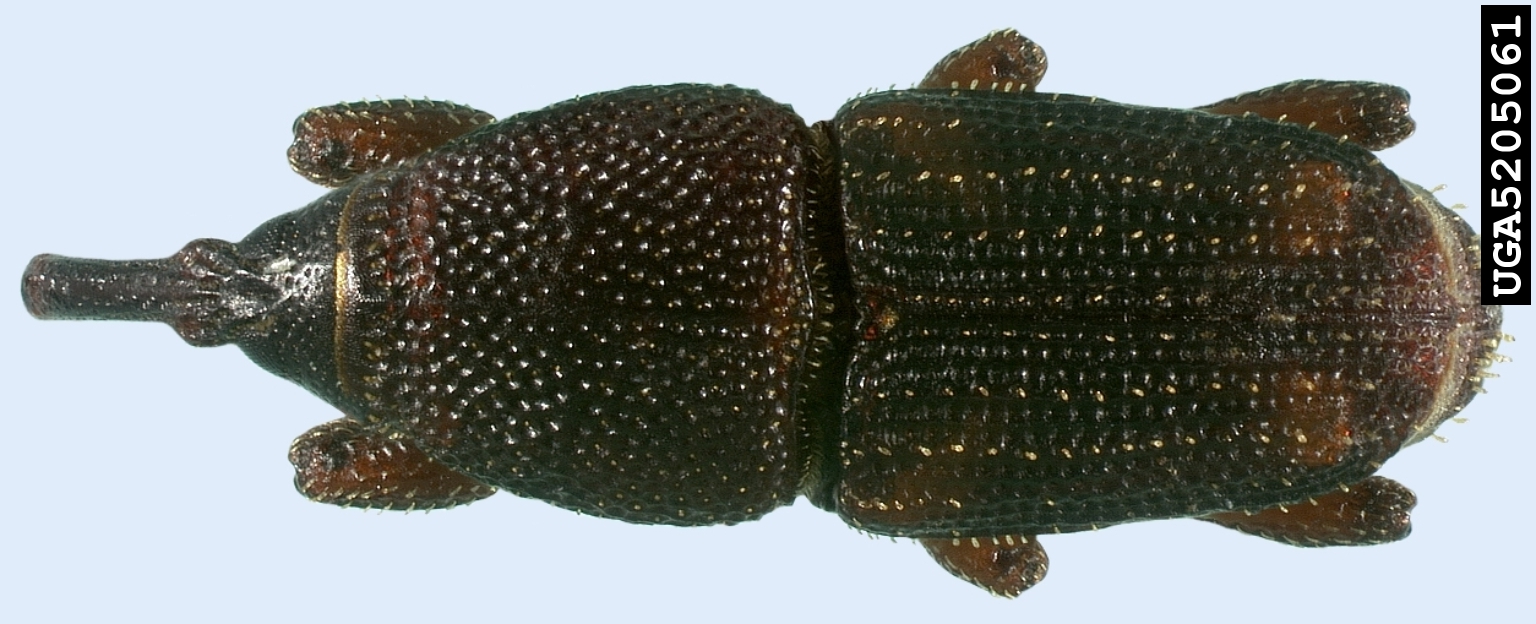